# Protium poeppigianum
Protium poeppigianum är en tvåhjärtbladig växtart som beskrevs av Swart. Protium poeppigianum ingår i släktet Protium och familjen Burseraceae. Inga underarter finns listade i Catalogue of Life.